# Pivdenne (oblast d'Odessa)
Pour les articles homonymes, voir Pivdenne.
Pivdenne (en ukrainien : Південне) est une ville portuaire de l'oblast d'Odessa, en Ukraine. Sa population s'élevait à 32 677 habitants en 2022.

## Géographie
Pivdenne est située sur la mer Noire, à 33 km au nord-est d'Odessa.

## Histoire
Le 19 juillet 1973, le Conseil des ministres de l'URSS décide la création d'une zone industrielle et portuaire sur les bords du petit estuaire d'Ajalytsky, à 28 km au nord-est d'Odessa, ainsi que la construction d'une ville nouvelle prévue pour 30 000 habitants en 1990 et même 150 000 ultérieurement. La localité reçoit le statut de commune urbaine le 11 mai 1978, puis celui de ville en 1993. Mais elle n'a pas connu le développement espéré lors de sa construction. Elle se trouve à 5 km à l'est du port, au bord de la mer Noire. Pivdenne est devenue une ville satellite d'Odessa et fait partie de son agglomération.
Le 9 octobre 2024, la Rada a voté pour renommer Ioujne en Pivdenne dans un contexte de dérussification et décolonisation de l'Ukraine.

## Population
Recensements (*) ou estimations de la population :
| 1989*  | 2001*  | 2009   | 2010   | 2011   | 2012   | 2013   |
| ------ | ------ | ------ | ------ | ------ | ------ | ------ |
| 15 587 | 23 977 | 26 683 | 27 895 | 29 327 | 30 857 | 31 533 |

| 2014   | 2015   | 2016   | 2017   | 2018   | 2019   | 2022   |
| ------ | ------ | ------ | ------ | ------ | ------ | ------ |
| 31 796 | 32 003 | 32 154 | 32 198 | 32 369 | 32 563 | 32 677 |

## Économie
L'économie de Pivdenne repose d'abord sur l'activité portuaire. Capable d'accueillir des navires de 100 000 tonnes de port en lourd, le port de Pivdenne dispose d'installations spécialisées pour le charbon, le minerai de fer, le pétrole, les produits chimiques, etc. Pivdenne est le deuxième port d'Ukraine après celui d'Odessa, avec un trafic de 20,7 millions de tonnes en 2005. En 2011, le trafic du port de Pivdenne s'est élevé à 22 639 100 tonnes.
Le port de Pivdenne doit être équipé d'un terminal méthanier. Ce projet est l'un des plus importants dans le secteur de l'énergie en Ukraine.
Plusieurs usines sont en activité dans la zone industrialo-portuaire. La principale est la société VAT Odeskyï pryportovyï zavod (en ukrainien : ВАТ Одеський припортовий завод), qui fabrique divers produits chimiques (azote liquide, ammoniac, dioxyde de carbone, urée, oxygène liquide, sulfate de sodium) et emploie 3 930 salariés (2007).

## Sport
- Basket-ball : Khimik Youjne
- Volley-ball : VK Khimik

## Galerie d'images
|  |  |

## Jumelages
| Ville | Ville        | Pays | Pays     | Période     |
| ----- | ------------ | ---- | -------- | ----------- |
|       | Biliaïvka    |      | Ukraine  |             |
|       | Dimitrovgrad |      | Bulgarie | depuis 2010 |
|       | Kemer        |      | Turquie  | depuis 2008 |
|       | Kobuleti     |      | Géorgie  | depuis 2008 |
|       | Körmend      |      | Hongrie  | depuis 2014 |
|       | Yueqing      |      | Chine    | depuis 2008 |